# Lycianthes
Lycianthes é um género botânico pertencente à família Solanaceae.